# Toni Gräser
Toni Gräser (* 10. September 1933 in Däniken; † 24. April 2022 in Hinwil) war ein Schweizer Radrennfahrer.

## Sportliche Laufbahn
Gräser begann 1950 mit dem Radsport. 1954 qualifizierte er sich für die A-Klasse der Amateure in der Schweiz. 1956 gewann er die Bergrennen von Malters und Sierre sowie das Eintagesrennen Grand Prix Basel. 1957 wurde er Berufsfahrer im Radsportteam Condor. Er bestritt die Tour de France und beendete das Etappenrennen als 55. in Paris. In der nationalen Meisterschaft im Strassenrennen wurde er Dritter.
In der Tour de Romandie 1958 gewann er eine Etappe. In der Tour de France 1958 wurde er als 30. des Gesamtklassements bester Schweizer. Hinter Jean-Claude Grèt wurde er Vize-Meister im Strassenrennen bei den Profis. 1959 wurde er Zweiter der Nordwestschweizer Rundfahrt hinter Hans Hollenstein.
In der Tour de Suisse wurde er 1957 als 25. klassiert, 1958 wurde er 19. und 1959 14. der Gesamtwertung.